# Tupapa Maraerenga Football Club
O Tupapa Maraerenga Football Club é um clube de futebol sediado em Avarua, Ilhas Cook.

## Títulos
- Cook Islands Round Cup: 1992, 1993, 1998–99, 2001, 2002, 2003, 2007, 2010, 2011, 2012, 2014, 2015, 2017, 2018, 2019, 2020, 2022, 2023, 2024
- Cook Islands Cup: 1978, 1998–99, 1999–00, 2001, 2004, 2009, 2013, 2015, 2018